# Canis lupus arctos
El llop àrtic o llop polar (Canis lupus arctos) és una subespècie del llop (Canis lupus). Habita la zona àrtica del Canadà, incloses les illes de l'Arxipèlag Àrtic Canadenc, Alaska i al nord de Groenlàndia, normalment per sobre dels 70º de latitud nord, a la zona del Cercle polar àrtic. Es troba a Groenlàndia i illes de l'Àrtic canadenc. És l'única subespècie que encara es troba en el conjunt de la seva àrea de distribució original. Això és degut al fet que poques vegades es troba amb els humans. També és l'única raça de llop que no està amenaçada directament, tot i que el cacen per esport o per les pells i ho podria acabar estant, la protecció del seu medi ve donada de manera natural per les dures condicions climàtiques, encara que també podria acabar en perill.

## Descripció
Fa de 65 a 80 cm d'alçada i entre 90 i 150 cm de llargària des de la trufa fins a la cua. El pes d'un mascle adult pot atènyer 80 kg, el pes habitual està al voltant dels 45 kg. Les femelles són força més petites i lleugeres que els mascles. Els colors del pelatge poden variar entre l'ataronjat, el gris, el blanc i el negre. Habitualment els llops polars que viuen més al nord tenen el pèl blanc o crema, les zones més fosques solen ser al llom i pot tenir algun pèl de color gris blavós o negre, mentre que els que habiten més al sud acostumen a ser de color gris clar o rossos, i poden tenir zones més fosques i fins i tot alguna taca de color gris fosc o negre. El pèl és molt abundant, espès, llarg i suau. El cos és força compacte, per a suportar més bé temperatures que arriben a 50 °C sota zero, el morro és curt, igual que les orelles (arrodonides i molt peludes) i les potes.

## Ecologia
Arriba a la maduresa sexual entre els dos i tres anys i les femelles pareixen habitualment 5 o 6 cadells. Els grups acostumen a ser d'entre 7 i 10 llops, però poden arribar a formar-se grans grups amb fins a 30 individus, la cohesió dels grups i el suport i respecte mutus és superior als altres grups de llops, ja que un individu solitari tindria grans dificultats per a sobreviure en zones tan àrides i en condicions tan extremes. Pot viure fins a 17 anys en captivitat i 7 en estat salvatge.
El territori de caça del llop polar acostuma a tenir entre 1.300 i 1.600 quilòmetres quadrats i es desplacen una mitjana de 30 km diaris. Com que qualsevol tipus d'alimentació és escassa, aquests llops estan acostumats a menjar-se tot allò que troben o que cacen, individualment solen caçar preses petites, petits rosegadors (com l'arvicolí) i algun ocell, mentre que les preses més grosses les cacen en grup. Les seves fonts d'aliment més importants són el bou mesquer i el caribú, encara que també menja foques, lèmmings i llebres polars.